# Mick van Buren
Mick van Buren (Ridderkerk, 14 agosto 1992) è un calciatore olandese, attaccante del KS Cracovia.

## Carriera
Dopo aver giocato nelle giovanili dell'Excelsior, con una breve parentesi al Feyenoord, ha firmato nel 2013 con la prima squadra dell'Esbjerg, formazione danese militante nella massima serie del proprio campionato e impegnata nella fase a gironi dell'Europa League: in questa competizione Mick si è reso protagonista firmando 4 gol degli 8 complessivi messi a segno dalla sua squadra.

## Palmarès

### Club

#### Competizioni nazionali
- Campionato ceco: 3

Slavia Praga: 2016-2017, 2018-2019, 2020-2021
- Coppa della Repubblica Ceca: 4

Slavia Praga: 2017-2018, 2018-2019, 2020-2021, 2022-2023